# I figli di Matusalemme
I figli di Matusalemme (titolo originale Methuselah's Children) è un romanzo di fantascienza scritto da Robert A. Heinlein nel 1958. Una prima versione in forma di racconto con lo stesso titolo venne pubblicato in tre parti nel 1941 su Astounding Science-Fiction.
È la prima, tra le opere di ampio respiro di Heinlein, ad inserirsi nel ciclo della Storia futura e la prima in cui compare il personaggio di Lazarus Long, che sarà il protagonista di altri libri dell'autore americano. Il personaggio di "Slipstick" Libby era già apparso come protagonista del racconto breve Spostati (titolo originale Misfit, 1939). 
La traduzione italiana di Giacomo Fecarotta è stata pubblicata per la prima volta nel 1972, per l'edizione del 2003 essa è stata aggiornata ed integrata restituendo al libro circa un terzo del materiale.
Nel 1997 gli è stato assegnato il Premio Prometheus Hall of Fame.

## Trama
Mary Sperling è una splendida donna vicina ai trent'anni, o almeno questo è ciò che credono quelli che la conoscono, avendone in verità centottantatré. La donna fa parte delle Famiglie Howard, i discendenti di individui che alla fine del Diciannovesimo Secolo furono reclutati per un programma sperimentale di selezione genetica, al fine di ottenere il prolungamento della longevità. Nei due secoli successivi, caratterizzati da instabilità politica e sociale, costoro scelsero opportunamente di vivere in incognito per poi rivelarsi recentemente, dato il perdurare di una stabilità sociale e di rispetto dei diritti civili. Questo passo si rivela però un errore madornale. La popolazione con una normale aspettativa di vita, non può accettare una tale disparità. Si innesca così del sospetto e della diffidenza verso le Famiglie Howard, accusandole di detenere gelosamente il segreto per la longevità, e scatenando violenze e tumulti. 
In una riunione d'emergenza in un sito segreto, Mary e Lazarus Long, personaggio enigmatico, schivo e solitario, apprendono di un piano governativo per confinare i membri delle Famiglie. Scattano i primi arresti ed interrogatori. Slayton Ford, Capo del Consiglio Mondiale, contatta il portavoce delle Famiglie, Zaccur Barstow, rammaricandosi dell'attuale situazione politica che non gli permette margini di manovra. Lazarus si impadronisce di un'astronave generazionale - appena costruita e messa in orbita allo scopo di raggiungere il sistema stellare del Centauro - e con un'altra più piccola, preleva le Famiglie dal loro luogo di detenzione. Slayton Ford, politicamente sfiduciato e temendo una condanna per tradimento, si trova costretto a seguire la sorte delle Famiglie. Per mezzo di un sistema di propulsione di nuova concezione ideato da "Slipstick" Libby, genio della fisica teorica applicata ai viaggi spaziali, la gigantesca nave abbandona il Sistema solare.
Dopo circa due anni la nave giunge ad una stella di Classe G dotata di un pianeta adatto all'insediamento umano, che si rivela però già abitato da una razza aliena di umanoidi socievoli denominati Jockaira. Il contatto si rivela facilitato dalle capacità telepatiche di alcuni componenti delle Famiglie affetti da handicap fisici, che rivelano inaspettatamente il fatto di essere attesi dai Jockaira, in quanto le divinità locali li avevano preavvertiti del loro arrivo, e di essere disponibili al loro insediamento. Inizia così la colonizzazione del pianeta, ma dopo un periodo di fraternizzazione senza seri incidenti tra le due razze arriva la brusca sorpresa: gli "dèi" Jockeira non sono affatto creature mitiche, ma la vera razza dominante del pianeta, e desiderano porre anche i nuovi arrivati sotto il loro controllo. Fortunatamente dopo un rapido esame gli umani si rivelano inadatti allo scopo e vengono quindi bruscamente e letteralmente espulsi dal pianeta. Sono così costretti a ripartire, ma la scelta della nuova destinazione è decisa dagli abitanti del pianeta che li ha rifiutati, la cui potenza è tale da permettere alla nave di superare i limiti fisici conosciuti. Il viaggio termina presso un nuovo pianeta estremamente piacevole abitato dal "Piccolo popolo", una razza di alieni dotata di proprietà telepatiche e telecinetiche straordinarie, in grado di alterare forme e proprietà dei corpi a loro piacimento. Qui gli umani vengono accolti amichevolmente, e nulla sembra turbare una condizione di vita idilliaca, tranne la nostalgia di casa e l'insofferenza di molti, Lazarus in testa, per una vita contemplativa troppo simile al vegetare delle piante. La gran parte degli umani decide quindi di ripartire per tornare sulla Terra, ed anche grazie ai miglioramenti apportati da Libby al motore seguendo i suggerimenti dei loro ultimi ospiti, il viaggio si rivela molto breve. All'arrivo scoprono che dall'epoca della loro brusca partenza, avvenuta settantaquattro anni prima per gli abitanti del pianeta, il genere umano si è impegnato con tutte le sue risorse per cercare il segreto per bloccare l'invecchiamento, trovandolo autonomamente. Questo ha però portato lo spiacevole effetto collaterale di una sovrappopolazione difficile da gestire, problema che il ritorno delle Famiglie potrebbe aggravare. Ma Lazarus intravede la soluzione: il viaggio interstellare ora non è più un problema.

## Personaggi
Lazarus Longnato Woodroow Wilson Smith, anche noto come capitano Aaron Sheffield, e altro all'occorrenza. Il più antico vivente delle Famiglie Howard, personaggio estremamente energico e risoluto, ed assolutamente insofferente verso qualunque tipo di obbligo o costrizione. Si ritrova a dover fare una difficile scelta tra libertà e responsabilità. Decide di collaborare con i suoi simili per un obbiettivo comune, la sopravvivenza, ma non per questo rinuncerà al suo stile.
Andrew "Slipstick" Jackson Libbygeniale progettista e abile assistente di volo spaziale, sarà fondamentale per permettere la precipitosa fuga dal sistema solare e i successivi balzi alla ricerca di un pianeta ospite.
Zaccur Barstowportavoce delle famiglie Howard, si ritrova a dover gestire una crisi gravissima e le sue pericolose conseguenze, dimostrandosi all'altezza del compito.
Slayton Fordpolitico abilissimo e uomo pragmatico, si è guadagnato con pieno merito la sua carica di Amministratore a capo del Consiglio del settore occidentale. Non fa parte delle famiglie Howard, ma sarà costretto dagli eventi a condividerne la sorte.
Mary Sperlingla più vecchia componente delle famiglie Howard dopo Lazarus, è ossessionata dalla prospettiva della morte, deciderà per questo di rinunciare alla propria individualità.

## Critica
Alva Rogers, in A Requiem for Astounding, scrisse che Methuselah's Children è "Pieno di avventura, conflitto, romanticismo e abbastanza idee sparse casualmente da poter servire come base per una mezza dozzina di altre storie".
In Heinlein in Dimension, Alexei Panshin scrisse "Questo è un libro importante sotto molti aspetti: uno è il suo tema principale, il problema di sfuggire alla morte, che continua a saltar fuori nelle storie di Heinlein, un altro è il numero incredibile di idee brillanti sparse lungo la strada".
Floyd C. Gale ha definito il libro "un classico".

### Edizioni
- (EN) Robert Heinlein, Methuselah's Children (prima parte) (testo completo), in Astounding Science-Fiction, illustrazioni di H. Rogers, vol. XXVII, n. 5, luglio 1941,  pp. 9-43. URL consultato il 24 dicembre 2022.
- Robert Anson Heinlein, I figli di Matusalemme, collana Urania, traduzione di Giacomo Fecarrotta, n. 262, Arnoldo Mondadori Editore, 1961.
- Robert Anson Heinlein, I figli di Matusalemme, collana Urania Collezione, traduzione di Giacomo Fecarrotta, n. 6, Arnoldo Mondadori Editore, 2003,  pp. 11-232, ISSN 1721-6427 (WC · ACNP).

### Fonti critiche
- Giuseppe Lippi, Robert A. Heinlein, in I figli di Matusalemme (postfazione), collana Urania Collezione, n. 6, Arnoldo Mondadori Editore, 2003,  pp. 233-235, ISSN 1721-6427 (WC · ACNP).

- (EN) Alexei Panshin, II. THE PERIOD OF INFLUENCE - 3. 1941, in Heinlein in dimension, Chicago, Advent:Publishers Inc, aprile 1968. URL consultato il 30 dicembre 2015.